# Puchar Interkontynentalny w Lekkoatletyce 2010 – bieg na 3000 m kobiet
Bieg na 3000 metrów kobiet – jedna z konkurencji rozegranych podczas pucharu interkontynentalnego w Splicie. Biegaczki rywalizowały 4 września – pierwszego dnia zawodów.

## Rezultaty
| Poz. | Zawodniczka              | Reprezentacja  | Czas    |
| ---- | ------------------------ | -------------- | ------- |
| 1.   | Meseret Defar            | Afryka         | 9:03.33 |
| 2.   | Alemitu Bekele Degfa     | Europa         | 9:04.08 |
| 3.   | Shannon Rowbury          | Ameryka        | 9:04.82 |
| 4.   | Malindi Elmore           | Ameryka        | 9:05.75 |
| 5.   | Iness Chepkesis Chenonge | Afryka         | 9:07.18 |
| 6.   | Tejitu Daba              | Azja i Oceania | 9:08.86 |
| 7.   | Sara Moreira             | Europa         | 9:10.37 |
| 8.   | Yuriko Kobayashi         | Azja i Oceania | 9:10.92 |
| 9.   | Kaila McKnight           | Azja i Oceania | 9:24.50 |
|      | Btissam Lakhouad         | Afryka         | DNS     |